# Wiesław Kończak
Wiesław Kończak (* 5. října 1951 Vratislav) je bývalý polský zápasník, volnostylař. V roce 1980 vybojoval na olympijských hrách v Moskvě šesté místo v kategorii do 57 kg. Stejné místo vybojoval ve stejné váhové kategorii také na mistrovství Evropy v letech 1977 a 1981. Třikrát vybojoval titul mistra Polska, v roce 1970 v kategorii do 52 kg, v letech 1980 a 1983 v kategorii do 57 kg.